# Narcís Bosch
Narcís Bosch (ur. 1972 w Salt w prowincji  Girona w Katalonii) – hiszpański reżyser, producent i scenarzysta filmów pornograficznych. W 2005 jako pierwszy Hiszpan zdobył nagrodę AVN Award dla najlepszego reżysera zagranicznego za film Hot Rats. 

## Kariera
Karierę rozpoczął jako freelancer. Początkowo współpracował w świecie reklamy, realizując teledyski i jako asystent przy dwóch filmach krótkometrażowych wyreżyserowanych przez Jaime’a Balagueró – Alicia (1994) i Dni bez światła (Días sin luz, 1996). José María Ponce, który poznał go podczas gdy był współpracownikiem Jaime’a Balagueró, zlecił mu nakręcenie filmu o festiwalu filmów erotycznych w Barcelonie. 
Wkrótce wyreżyserował produkcje – Przygody pana X (Las aventuras de Mr. X, 1996) z Maxem Cortèsem, Topax Film Vocazione anale (1997) oraz dla Laher Films S.L. – Prawdziwa historia młodej prostytutki (La verdadera historia de una joven prostituta, 1998) i Dojrzałe figi, twarde rzepy (Higos maduros, nabos duros, 1998). Następnie podjął pracę w firmie Interselección, gdzie wyreżyserował Zgwałciłem córkę sąsiada (Desvirgué a la hija de mi vecino, 1998). Po podpisaniu kontraktu z firmą producencką IFG – International Film Group jako główny reżyser zrealizował: Caspa Brothers: The Movie (1998) i Taxi Hard (1999), Bulls & Milks (1999), Seksualne dreszcze (Psycho Sex, 2002), Hot Rats (2004), Crazy Bullets (2003), Toxic (2004) czy Motel Freaks (2005). Często obsadzał w rolach czołowych katalońskich i hiszpańskich aktorów porno takich jak Roberto Chivas, Max Cortés, Sophie Evans, Rebeca Linares, Andrea Moranty, Ramón Nomar, Toni Ribas i Nacho Vidal. 
W 2006 dla zrealizował Café diablo z Maxem Cortèsem na Costa Brava. 
W 2012 wyprodukował zabawkę erotyczną Klic-Klic.

## Styl
W jego produkcji wyróżnia się klasyczny stylu narracji pornograficznej połączony z fabułą tzw. kina konwencjonalnego, szalonymi postaciami i sytuacjami. Z kolei w jego filmach gonzo pojawiają się sceny humorystyczne. 

## Nagrody
| Rok  | Nagroda   | Kategoria                                 | Film                  |
| ---- | --------- | ----------------------------------------- | --------------------- |
| 2000 | Ninfa     | Najlepszy reżyser hiszpański              | Bulls and Milk (1999) |
| 2002 | Ninfa     | Najlepszy reżyser hiszpański              | Psycho Sex (2001)     |
| 2003 | Ninfa     | Najlepszy reżyser hiszpański              | Hot Rats (2003)       |
| 2004 | Ninfa     | Najlepszy reżyser hiszpański              | Crazy Bullets (2003)  |
| 2005 | AVN Award | Najlepszy reżyser realizacji zagranicznej | Hot Rats (2003)       |
| 2005 | AVN Award | Najlepszy film zagraniczny                | Hot Rats (2003)       |
| 2007 | Ninfa     | Najlepszy reżyser hiszpański              | Hot Rats 2 (2006)     |